# Guarda (kerület)
A Guarda kerület Portugália középső, keleti részén, Centro régióban található. Délről Castelo Branco, nyugatról Coimbra és Viseu, északról Braganca kerület, kelet felől pedig Kasztília és León és kis részt Extremadura (mindkettő Spanyolország) határolja.
Nevét székhelye után kapta. Területe 5518 km², ahol 173.716 fős népesség él.

## Községek
Guarda kerületben 14 község (municípium) található, melyek a következők:
- Aguiar da Beira (kisváros)
- Almeida (kisváros)
- Celorico da Beira (kisváros)
- Figueira de Castelo Rodrigo (kisváros)
- Fornos de Algodres (kisváros)
- Gouveia (város)
- Guarda (székhely)
- Manteigas (kisváros)
- Mêda (város)
- Pinhel  (történelmi település)
- Sabugal (város)
- Seia (város)
- Trancoso (város)
- Vila Nova de Foz Côa (másként Foz Côa) (város)

## Fordítás
Ez a szócikk részben vagy egészben  a   Guarda District című angol Wikipédia-szócikk ezen változatának fordításán alapul.  Az eredeti cikk szerkesztőit annak laptörténete sorolja fel. Ez a jelzés csupán a megfogalmazás eredetét és a szerzői jogokat jelzi, nem szolgál a cikkben szereplő információk forrásmegjelöléseként.